# Jacques von Bedriaga
Jacques Vladimir von Bedriaga (a veces Bedryagha) (1854-1906) fue un zoólogo y herpetólogo ruso quién nació en Kriniz, un pueblo cercano a Vorónezh.
En sus publicaciones científicas, Bedriaga a veces alteraba su nombre para estar de acuerdo con la lengua del país donde publicaba. Como resultado, se ven las siguientes variaciones: Jacob Vladimirovich Bedriaga, Johann von Bedriaga, y Jean de Bedriaga.

## Biografía
Estudió ciencias en la Universidad de Moscú bajo la dirección de Anatoli Bogdanov (1834-1896), y después se mudó a Alemania, donde estudió en la Universidad de Jena con Ernst Haeckel (1834-1919) y Carl Gegenbaur (1826-1903). En 1875 obtiene su doctorado con una tesis sobre los órganos urogenitales de reptiles.
Después de graduarse, Bedriaga continuó su búsqueda en reptiles con Gegenbaur, y e hizo viajes científicos frecuentes a regiones alrededor del mediterráneo. En 1880 publica un trabajo importante en herpetología griega Die Amphibien und Reptilien Griechenlands. También, visita ocasionalmente a Rusia, donde estudió las colecciones informadas de expediciones a Asia Central, incluyendo aquellos de Nikolai Przewalski (1839-1888). En 1881 se muda a Niza por razones de salud, y más tarde vive en Florencia, donde muere en 1906.
En honor de Bedriaga, numerosas especies herpetológicas llevan su eponimia, incluyendo Bedriaga Lagarto de Rock, Bedriaga Fleco-fingered Lagarto, Bedriaga Skink, y Rana bedriagae (rana de agua del Levante).

## Galería

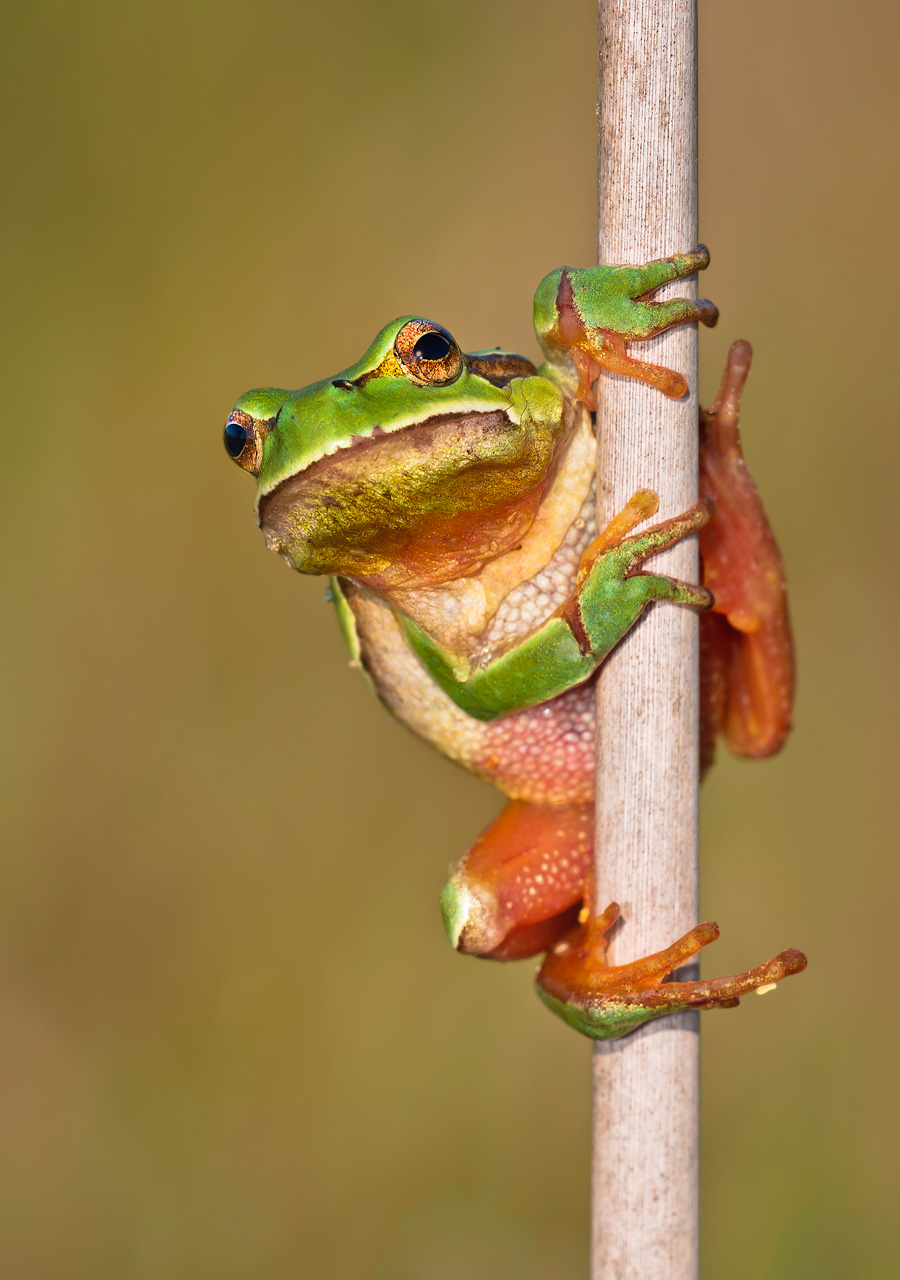
Hyla arborea var. molleri Bedriaga, 1890

## Selección de publicaciones
- Ueber Dado Entstehung der Farben bei den Eidechsen (Sobre la aparición de color en lagartos) 1874.
- Dado Amphibien und Reptilien Griechenlands (Anfibios y reptiles de Grecia) 1880.
- Beiträge zur Kenntnis der Amphibien und Reptilien der Fauna von Corsika (Contribuciones al conocimiento de anfibios y reptiles de Córcega) 1883.
- Beiträge zur Kenntnis der Lacertiden-Familie. (Lacerta, Algiroides, Tropidosaura, Zerzumia und Bettaia) (Contribuciones al conocimiento de la familia Lacertidae) 1886.[2]
- Wissenschaftliche Resultate der von N. M. Przewalski nach Central-Asien untemammenen Reisen (Resultados científicos de viajes a Asia Central. de N. M. Przewalski)

## Abreviatura (zoología)
La abreviatura Bedriaga  se emplea para indicar a Jacques von Bedriaga como autoridad en la descripción y taxonomía en zoología.